# 通西納 (阿拉斯加州)
通西納（英語：Tonsina）是位於美國阿拉斯加州瓦爾迪茲-科爾多瓦人口普查區的一個人口普查指定地區。根據2010年美國人口普查，該地共人口78人，而該地的面積約為383.30平方千米。

## 地理
通西納的座標為61°39′43″N 145°10′39″W / 61.66194°N 145.17750°W，而該地的平均海拔高度為477米（即1565英尺）。